# Mark Brunell
(en) Statistiques sur pro-football-reference
Mark Brunell est un joueur américain de football américain, né le 17 septembre à Los Angeles (Californie), ayant évolué au poste de quarterback.
Il a joué au niveau universitaire pour les Huskies de Washington, puis au niveau professionnel dans la National Football League (NFL) pour les Packers de Green Bay, les Jaguars de Jacksonville, avec lesquels il a passé l'essentiel de sa carrière de 1995 à 2003, les Redskins de Washington, les Saints de La Nouvelle-Orléans et les Jets de New York.

## Biographie

### Carrière universitaire
Il effectue sa carrière universitaire avec les Huskies de Washington. Il a disputé trois fois le Rose Bowl, deux victoires en 1991 et 1992 pour une défaite en 1993.
Il détient plusieurs records du Rose Bowl : 560 yards à la passe, 618 yards au total, 39 passes complétées et 5 touchdowns.

### Carrière professionnelle
Il est sélectionné au 5e tour par les Packers de Green Bay lors de la draft 1993 de la NFL.
Après deux saisons comme remplaçant à Brett Favre, il est échangé aux Jaguars de Jacksonville, équipe nouvellement formée, contre deux sélections de draft en vue de la draft 1995 de la NFL. Il commence la saison 1995 comme remplaçant à Steve Beuerlein, mais devient le quarterback titulaire durant la 3e semaine après une blessure de celui-ci.
En 1996, il est le meilleur passeur de la NFL avec 4 367 yards à la passe.
Il a été retenu trois fois pour le Pro Bowl alors qu'il défendait les couleurs des Jaguars. Il est nommé meilleur joueur du Pro Bowl joué en 1997.
En 2004, il signe avec les Redskins de Washington. Il finit sa carrière comme remplaçant aux Saints de La Nouvelle-Orléans puis aux Jets de New York avant d'annoncer sa retraite en 2012.
Il a dépassé six fois les 3 000 yards à la passe.

## Statistiques
| Année              | Équipe                        | MJ                 |         | Passes   | Passes | Passes | Passes | Passes | Passes | Passes  |       | Courses | Courses | Courses | Courses |
| Année              | Équipe                        | MJ                 | Tentées | Réussies | Pct.   | Yards  | TD     | Int.   | Éval.  | Tentées | Yards | Moy.    | TD      |         |         |
| 1993               | Packers de Green Bay          | 0                  | -       | -        | -      | -      | -      | -      | -      | -       | -     | -       | -       |         |         |
| 1994               | Packers de Green Bay          | 2                  | 27      | 12       | 44,4   | 95     | 0      | 0      | 53,8   | 6       | 7     | 1,2     | 1       |         |         |
| 1995               | Jaguars de Jacksonville       | 13                 | 346     | 201      | 58,1   | 2 168  | 15     | 7      | 82,6   | 67      | 480   | 7,2     | 4       |         |         |
| 1996               | Jaguars de Jacksonville       | 16                 | 557     | 353      | 63,4   | 4 367  | 19     | 20     | 84     | 80      | 396   | 5       | 3       |         |         |
| 1997               | Jaguars de Jacksonville       | 14                 | 435     | 264      | 60,7   | 3 281  | 18     | 7      | 91,2   | 48      | 257   | 5,4     | 2       |         |         |
| 1998               | Jaguars de Jacksonville       | 13                 | 354     | 208      | 58,8   | 2 601  | 20     | 9      | 89,9   | 49      | 192   | 3,9     | 0       |         |         |
| 1999               | Jaguars de Jacksonville       | 15                 | 441     | 259      | 58,7   | 3 060  | 14     | 9      | 82     | 47      | 208   | 4,4     | 1       |         |         |
| 2000               | Jaguars de Jacksonville       | 16                 | 512     | 311      | 60,7   | 3 640  | 20     | 14     | 84     | 48      | 236   | 4,9     | 2       |         |         |
| 2001               | Jaguars de Jacksonville       | 15                 | 473     | 289      | 61,1   | 3 309  | 19     | 13     | 84,1   | 39      | 224   | 5,7     | 1       |         |         |
| 2002               | Jaguars de Jacksonville       | 15                 | 416     | 245      | 58,9   | 2 788  | 17     | 7      | 85,7   | 43      | 207   | 4,8     | 0       |         |         |
| 2003               | Jaguars de Jacksonville       | 3                  | 82      | 54       | 65,9   | 484    | 2      | 0      | 89,7   | 8       | 19    | 2,4     | 1       |         |         |
| 2004               | Redskins de Washington        | 9                  | 237     | 118      | 49,8   | 1 194  | 7      | 6      | 63,9   | 19      | 62    | 3,3     | 0       |         |         |
| 2005               | Redskins de Washington        | 16                 | 454     | 262      | 57,7   | 3 050  | 23     | 10     | 85,9   | 42      | 111   | 2,6     | 0       |         |         |
| 2006               | Redskins de Washington        | 10                 | 260     | 162      | 62,3   | 1 789  | 8      | 4      | 86,5   | 13      | 34    | 2,6     | 0       |         |         |
| 2007               | Redskins de Washington        | 0                  | -       | -        | -      | -      | -      | -      | -      | -       | -     | -       | -       |         |         |
| 2008               | Saints de La Nouvelle-Orléans | 2                  | -       | -        | -      | -      | -      | -      | -      | -       | -     | -       | -       |         |         |
| 2009               | Saints de La Nouvelle-Orléans | 4                  | 30      | 15       | 50     | 102    | 0      | 1      | 44     | 4       | -12   | -3      | 0       |         |         |
| 2010               | Jets de New York              | 2                  | 12      | 6        | 50     | 117    | 2      | 1      | 86,8   | -       | -     | -       | -       |         |         |
| 2011               | Jets de New York              | 16                 | 3       | 1        | 33,3   | 27     | 0      | 0      | 67,4   | -       | -     | -       | -       |         |         |
| Totaux en carrière | Totaux en carrière            | Totaux en carrière | 4 625   | 2 754    | 59,5   | 32 072 | 184    | 108    | 84     | 513     | 2 421 | 4,7     | 15      |         |         |

## Palmarès

### Universitaire
- Vainqueur du Rose Bowl en 1991 et 1992

### NFL
- Pro Bowl : 1996, 1997, 1999